# Commission paritaire nationale de l'emploi des journalistes
La Commission paritaire nationale de l'emploi des journalistes (CPNEJ) est un lieu de réflexion et de décision réunissant les syndicats de journalistes et les patrons des médias, fonctionnant sous le régime du paritarisme.

## Statut légal
La CPNEJ est un des piliers de la Convention collective nationale de travail des journalistes (CCNTJ). C'est le lieu de débat et de décision entre les journalistes et leurs employeurs concernant l'emploi et la formation. Chaque syndicat de journalistes y compte un représentant, tout comme chaque fédération d'employeurs. Parmi ses missions, la réflexion sur les critères de reconnaissance des écoles de journalisme, les référentiels de compétence de ces formations, le suivi de l’emploi dans les médias, pour s'assurer que l'offre et la demande de postes ne sont pas trop éloignés l'un de l'autre.
La CPNEJ est chargée de veiller à ce que les écoles de journalisme reconnues se conforment au référentiel de formation qu'elle a élaboré autour des fondamentaux du métier : déontologie, techniques professionnelles, connaissance de la profession, du fonctionnement d’une entreprise de presse, de son environnement économique. Une école reconnue doit par ailleurs former à tous les médias : écrit, audiovisuel, agence de presse et presse en ligne.
Elle demande aux écoles de fournir un rapport sur le niveau d’insertion de leurs diplômés, qui doivent respecter la diversité, et d'évaluer régulièrement les enseignants, intervenants et moyens techniques. Les établissements reconnus par la CPNEJ sont soumis à la même procédure tous les cinq ans[réf. nécessaire].
C'est l'une des cinq grandes commissions qui cogèrent la profession, en vertu du paritarisme, des lois spécifiques à la profession. Les 4 autres sont : 
- la Commission arbitrale ;
- la Commission de la carte d'identité des journalistes professionnels (CCIJP) ;
- la Commission paritaire des journalistes rémunérés à la pige (CPJRP) ;
- la Commission des droits d'auteur des journalistes (CDAJ).

## Missions
La convention collective, réécrite en 1976, étendue à toutes les entreprises de média par un arrêté du ministère du travail, puis confirmée par 34 ans de pratique, a fixé cinq grandes missions à la commission nationale, qui a compétence aussi bien pour la presse écrite que pour l'audiovisuel :
- étudier la situation de l’emploi et son évolution probable ;
- réaliser ou faire réaliser toute étude lui permettant d’appréhender au mieux la situation des journalistes ;
- participer à l’étude des moyens de formation et de perfectionnement ;
- examiner les conditions de mise en œuvre des moyens de reclassement et de réadaptation, participer si nécessaire à cette mise en œuvre ;
- publier un rapport annuel sur la situation de l’emploi et son évolution.

## Les cursus de formation initiale au journalisme

### Suivi et reconnaissance
En France, l’accès au journalisme ne nécessite pas l’obtention d’un diplôme précis : la loi autorise tout citoyen à créer une publication. Les salariés de cette publication, si c'est leur principale source de revenus, peuvent obtenir la carte d'identité des journalistes professionnels, dite « carte de presse », délivrée par la Commission de la carte d'identité des journalistes professionnels (CCIJP).
Cependant, la Convention collective nationale de travail des journalistes, signée par tous les employeurs du secteur des médias, affirme l’intérêt des parties contractantes pour la formation professionnelle et souhaite que les débutants aient reçu un enseignement général et technique aussi complet que possible. Pour ce faire, elle délègue à la CPNEJ la mission de veiller à ce que ce principe soit respecté.
Pour un diplômé d'école de journalisme en France, le fait d’avoir suivi l’une des formations dites « reconnues par la profession » c'est-à-dire reconnues par la CPNEJ - et d’être titulaire du diplôme de fin d’études - diminue de moitié la durée du stage de deux ans requis pour accéder au statut de journaliste titulaire.
Selon les données de l'Observatoire des métiers de la presse, parmi les détenteurs de la carte de presse, les journalistes issus des formations dites "non reconnues" par la CPNEJ sont en moyenne moins bien payés que ceux issus des formations "reconnues" par la CPNEJ, que ce soit en CDI ou en piges.
En 2020, les critères de reconnaissance par la profession des cursus de formations initiales évoluent « pour mieux correspondre aux besoins d’une profession en profonde mutation ». Les cursus sont désormais reconnus pour quatre ans, un nouveau référentiel des compétences attendues à la sortie de l’école est établi autour de quatre grands axes : 
- la maîtrise des techniques et fondamentaux du métier appliqués aux grands types de médias ;
- la connaissance du secteur ;
- la connaissance de l’entreprise d’information ;
- et une solide culture générale.

La CPNEJ reconnaît aujourd'hui 14 cursus de formation initiale au journalisme depuis 2012. Elle en reconnaissait 12 en 2007 et 8 en 1997.

### Liste des formations initiales reconnues
| Paris, Lyon   | 1. Centre de formation des journalistes                                                | Diplôme du CFJ (RNCP 37033 - niv. 7)                                                                                 |
| Lille         | 2. École supérieure de journalisme de Lille                                            | Diplôme de l'École supérieure de journalisme de Lille (RNCP 30975 - niv. 7)                                          |
| Strasbourg    | 3. Centre universitaire d’enseignement du journalisme de Strasbourg                    | Master Journalisme de l'université de Strasbourg (RNCP 34036 - niv. 7)                                               |
| Bordeaux      | 4. Institut de journalisme Bordeaux Aquitaine                                          | Master Journalisme de l'université Bordeaux-Montaigne (RNCP 34036 - niv. 7)                                          |
| Tours         | 5. École publique de journalisme de Tours                                              | Master Journalisme de l'université de Tours (RNCP 34036 - niv. 7)                                                    |
| Paris         | 6. CELSA - École des hautes études en sciences de l'information et de la communication | Master Information, communication, parcours Journalisme de Sorbonne Université (RNCP 31496 - niv. 7)                 |
| Aix-Marseille | 7. École de journalisme et de communication d’Aix-Marseille                            | Master Journalisme de l'université d'Aix-Marseille (RNCP 34036 - niv. 7)                                             |
| Paris         | 8. Institut pratique du journalisme                                                    | Diplôme de Journalisme grade master de l'université Paris-Dauphine (RNCP 34552 - niv. 7)                             |
| Toulouse      | 9. École de journalisme de Toulouse                                                    | Diplôme de Journaliste plurimédia de l'Association d'enseignement plurimédia d'Occitanie (RNCP 35672 - niv. 7)       |
| Rennes        | 10. Département Information et communication - IUT Lannion                             | BUT Information, communication, parcours Journalisme de l'université de Rennes 1 (RNCP 35363 - niv. 6)               |
| Paris         | 11. Institut français de presse                                                        | Master Information, communication, parcours Journalisme de l'université Paris-Panthéon-Assas (RNCP 31496 - niv. 7)   |
| Grenoble      | 12. École de journalisme de Grenoble                                                   | Master Journalisme de l'université Grenoble-Alpes (RNCP 34036 - niv. 7)                                              |
| Paris         | 13. École de journalisme de Sciences Po Paris                                          | Diplôme d'Institut d'études politiques grade master de l'Institut d'études politiques de Paris (RNCP 34024 - niv. 7) |
| Nice          | 14. École de journalisme de Cannes - IUT Nice Côte d'Azur                              | BUT Information-Communication parcours Journalisme de l'université Nice Côte d'Azur (RNCP 35363 - niv. 6)            |

## Critiques
Plusieurs organismes soulignent le corporatisme de la Commission, qui protège les intérêts de ses plus anciens membres (ESJ Lille et CFJ notamment). En effet, l'agrément délivré par la CPNEJ implique des effets financiers, d'autant plus intéressants si le nombre d'écoles reconnues est faible. Ainsi, les normes que la CPNEJ mobilise en vue des premières opérations de reconnaissance des écoles constituent «un simple calque du modèle de formation qui définit l’école supérieure des journalistes de Lille (ESJ) et le Centre de formation des journalistes (CFJ)».
Les archives de la CPNEJ montrent d'ailleurs que «les critères de reconnaissance ont été élaborés à partir des modèles de formation déjà existants, en particulier ceux du Centre de formation des journalistes (CFJ) et de l’École supérieure de journalisme de Lille (ESJ Lille)» et que «la politique de limitation du nombre d’écoles agréées, qui vise à protéger les écoles déjà établies, est l’objet de tensions entre les différentes parties syndicales».

## CPNEJ et CNMJ
La CPNEJ a des champs de compétence communs avec la CNMJ (Conférence Nationale des Métiers du Journalisme), elle-même issue des États généraux de la presse écrite organisés à l'automne 2008 par le président de la République Nicolas Sarkozy, avec des fonds publics et sous la direction d'un représentant du ministère de la communication. La CPNEJ est pour sa part une institution indépendante de l'État, qui fonctionne sans fonds publics.